# 2022年6—7月澳門2019冠狀病毒病聚集性疫情病毒核酸檢測計劃
2022年6－7月澳門2019冠狀病毒病聚集性疫情期間病毒檢測計劃，介紹在2022年6－7月澳門2019冠狀病毒病聚集性疫情期間，在澳門對應疫情所作出的病毒核酸檢測安排，包括常規核酸檢測計劃；多輪的全民核酸檢測計劃、重點區域核酸檢測及對重點人群開展核酸檢測計劃。

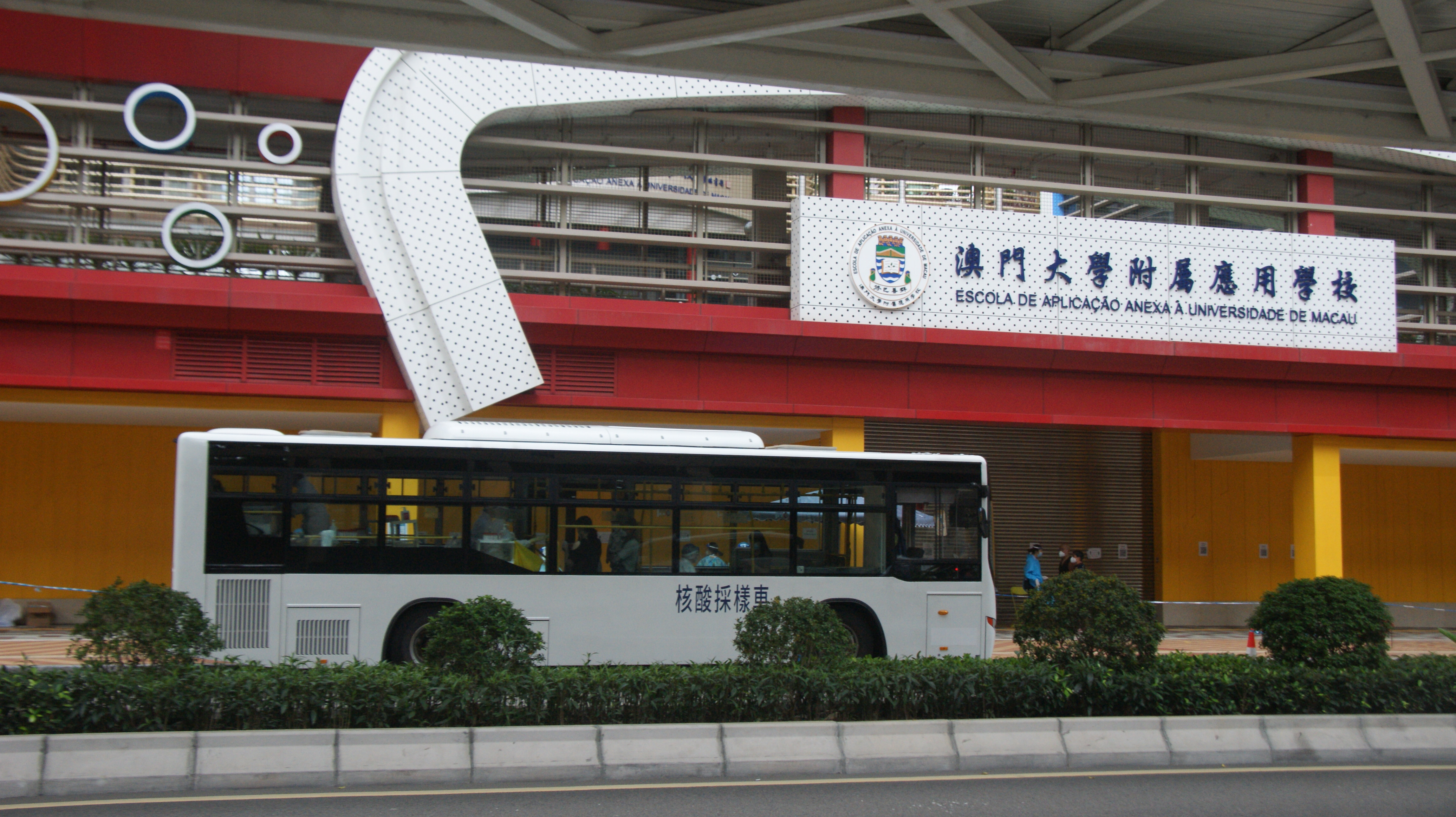
一部停泊在澳門大學附屬應用學校的流動核酸採樣車

## 常規核酸檢測計劃
- 2022年6月19日，因應出境持有核酸陰性證明縮短至24小時，7個常規病毒核酸檢測站包括國檢（澳門）醫務中心、國檢（澳門綜藝館）、鏡湖醫院、南粵工聯（工人體育場）、南粵青茂口岸核酸檢測站在當天上午6時起提供常規病毒核酸檢測服務；南粵橫琴口岸、科大醫院則在早上8時提供核酸檢測服務[1]。

## 重點區域、重點人群和離家人群檢酸檢測安排

### 2022年7月24日至29日
為配合“鞏固期”，7月24日（星期日）至29日（星期五）一連6日，將開展重點人群和離家工作人群核酸檢測：重點人群須每天進行1次核酸檢測，而離家工作人群則須每2天進行1次核酸檢測。
對象
重點人群：清潔服務業、保安服務業、餐飲服務業、外賣配送員、公共巴士和的士司機、地盤工作人員、在外留宿的家務工作人士，須每天進行1次核酸檢測。而物業管理業和菲律賓籍人士須每天進行1次核酸檢測，直至7月24日。
離家工作人群對象：7月20日至7月29日期間曾經離家工作的人士，不論其工作時數及工種，須於7月24日起或於離家工作當天起進行核酸檢測，每2天1檢，直至7月29日。例子1指7月22日有離家工作，7月24日起進行核酸檢測，每2天1檢，直至7月29日；例子2指如果之前一直沒有離家工作，直至7月26日才離家工作，須在離家工作當天（即7月26日）起進行核酸檢測，每2天1檢，直至7月29日。
應變協調中心考慮到相關人士的感染風險較高，故上述所指的人群，包括2019年7月1日之後出生的嬰幼兒、不良於行且需人照顧的長者或殘疾人士也不獲豁免，均需參與核檢。
預約系統
重點人群和離家工作人群免費預約系統於7月24日上午6時開通，設2個自費核檢站（必須預約），可提供紙本檢測證明，核檢結果可上健康碼並用作通關，且可視為重點人群/離家工作人群核檢結果。
開放時間
48個一般站7月24日至26日的開放時間為上午8時至晚上10時；其中6個一般站將延長開放時間至晚上12時（包括：工人體育館A館一樓、鏡平學校（中學部）、中葡職業技術學校體育館、聖公會（澳門）蔡高中學、望廈體育中心一樓、澳門浸信中學檢測站）；此外，位於酒店（威尼斯人展覽館A、B、C館和澳門美高梅大宴會廳除外）和澳門國際機場的核檢站（B51-B61），7月24日至26日的開放時間為上午10時至下午1時，下午2時至晚上8時
7個關愛站7月24日至26日的開放時間為早上8時至晚上10時；其中，澳門坊眾學校檢測站將延長開放時間至晚上12時
2輛流動核酸採樣車7月24日至26日的開放時間為早上9時至晚上10時
7月24日下午3時起增設南粵廣慈核酸檢測站，位於筷子基廣慈醫療中心內，在“鞏固期”內取代該區暫時停止服務的街總綠楊長者日間護理中心核檢站。
7月25日起增設祐漢街市公園核酸檢測站 (一般核檢站)，因應重點區域人士、重點人群及離家工作人群的核酸檢測需求，開放預約時段為每日上午7時至11時及下午5時至凌晨12時。
- - A類：關愛核酸檢測站 (每輪全民核檢翌日凌晨1時至上午6時關閉)

1. 街坊會聯合總會社區服務大樓 

2. 慈幼中學 

3. 望廈體育館三樓 

4. 塔石體育館B館 

5. 澳門坊眾學校 # 

6. 奧林匹克體育中心運動場乒乓球室 

7. 石排灣公立學校
- - B類：一般核酸檢測站

1. 聖若瑟教區中學第六校 

2. 青洲坊活動中心 

3. 鄭觀應公立學校 

4. 工人體育場一樓 #

5. 鏡平學校（中學部）#

6. 中葡職業技術學校體育館 #

7. 聖公會（澳門）蔡高中學 #

8. 鮑思高粵華小學 

9. 望廈體育中心一樓 #

10. 廣大中學 

11. 勞校中學附屬幼稚園 

13. 沙梨頭活動中心 

14. 培正中學 

15. 塔石體育館A館 

16. 澳門理工大學懷遠樓展覽廳 

17. 澳門文化中心 

18. 利瑪竇中學 

19. 聖若瑟教區中學第二校 

20. 海星中學 

21. 奧林匹克體育中心室內體育館 
 
22. 嘉模會堂 

23. 北安客運碼頭 

24. 教青局親職教育中心 (湖畔) 

25. 澳門保安部隊高等學校 

27. 澳門大學 

28. 威尼斯人展覽館A、B、C館 

29. 鏡湖醫院禮堂 

30. 南粵青茂口岸 

31. 科大體育館 

32. 綜藝館

33. 澳門浸信中學 #

37. 嘉諾撒聖心英文中學 
 
38. 東南學校-中學部 

39. 澳門美高梅大宴會廳 

40. 海事工房1號及2號 

42. 濠江中學附屬小學 

43. 凱泉灣總站（河邊新街凱泉灣）（流動核酸採樣車） 

45. 首日：海洋花園衛生中心（氹仔海洋花園大馬路）↔ 翌日：黑沙公園（路環新黑沙馬路）（流動核酸採樣車） 

50. 南粵廣慈醫療中心 N

51. 金沙娛樂場 *

52. 新葡京酒店 *

53. 澳門美高梅 *

54. 永利澳門 *

55. 星際酒店 *

56. 澳門國際機場 *

57. 威尼斯人大運河街 *

58. 永利皇宮 *

59. 美獅美高梅 *

60. 新濠影匯 *

61. 百老匯酒店 *

62. 祐漢街市公園 > 

64. 亞婆井前地 & 

65. 白鴿巢公園 & 

(# 為配合部分重點區域核酸檢測延長開放時間至午夜12時，7月28至29日開放時間調整為每天上午8時至晚上10時)
(* 7月24日至26日開放時間為上午10時至下午1時，下午2時至晚上8時)
(N 7月24日下午3時啟用並增設)
(> 7月25日增設，開放預約時段為每天上午7時至11時及下午5時至午夜12時，採用新開發的“澳核酸”登記系統，工作人員透過安裝於手機內的程式掃描居民的澳門健康碼，即可錄入資料做採樣登記，無需列印條碼貼紙，也無需設置電腦系統和條碼掃描儀，既增加便利性)
(& 7月28日增設，與祐漢公園核檢站安排相同)
- - C類：自費核酸檢測站

1. 國檢 (澳門) 醫務中心 

2. 南粵工聯（工人體育場地面層）

#### 2022年7月24日至29日檢測成效
| 截至日期 | 時間    | 已採樣人數  | 陰性檢測結果人數 | 混合樣本初步陽性累計數目 | 相關資料 |
| -------- | ------- | ----------- | ---------------- | ------------------------ | -------- |
| 7月24日  | 下午3時 | 132,268人次 | 32,338人次       | /                        | [ 7 ]    |
| 7月24日  | 全天    | 254,697人次 | 239,283人次      | /                        | [ 8 ]    |
| 7月25日  | 下午3時 | 103,594人次 | 34,218人次       | /                        | [ 9 ]    |
| 7月25日  | 全天    | 185,091人次 | 185,091人次      | /                        | [ 10 ]   |
| 7月26日  | 下午3時 | 123,743人次 | 39,828人次       | /                        | [ 11 ]   |
| 7月26日  | 全天    | 238,487人次 | 238,487人次      | /                        | [ 12 ]   |
| 7月27日  | 全天    | 161,992人次 | 161,992人次      | /                        | [ 13 ]   |
| 7月28日  | 全天    | 214,549人次 | 214,549人次      | /                        | [ 14 ]   |
| 7月29日  | 全天    | 150,190人次 | 150,190人次      | /                        | [ 15 ]   |

#### 逾時未檢人士安排
7月26日，應變協調中心表示，因應有部分重點區域人士和重點人群未按時參加核酸檢測，其澳門健康碼被轉為紅碼，由7月27日起為便利此類人士進行核酸檢測，將在祐漢公園核酸檢測站為其增設紅碼專道，開放時間為早上7時至11時，下午5時至晚上12時。因其他原故被轉為紅碼的人士則不能使用此站點，只可前往社區治療中心（澳門蛋C館）進行核酸檢測。

### 2022年8月1日起
為配合“鞏固期”延長，8月1日對八類重點人群須進行一次核酸檢測，離家工作人群則須每兩天進行一次核酸檢測。 8月2日剔除四類人群每日一檢安排，被剔除的重點人群列作離家工作人群，而離家工作人群核檢安排改為3天1檢。
8月3日，應變協調中心宣佈為配合珠澳口岸放寬澳門入境珠海通關措施，為滿足出境人士的需要，8月2日至8月3日於所有免費核酸檢測站任何時段內完成採樣的人士，包括重點人群和離家工作人群，其核酸檢測結果均會上澳門健康碼及可作為通關之用，居民不需急於前往核檢，以避免人群聚集；此外，8月4日或之後的免費核酸檢測則不能作為通關之用。 應變協調中心於當天下午再次提醒，全澳53個免費核酸檢測站、任何時段內完成採樣的人士，其核酸檢測結果均會上載澳門健康碼及可作為24小時通關之用，居民不需急於前往核檢。8月2日及8月3日已完成採樣的人士，不需為通關而再次前往核檢，當有核酸檢測結果時，衛生局會將結果上載澳門健康碼及已可作為通關之用。
8月4日，應變協調中心宣佈7個核酸檢測站用作免費核酸檢測站（不可通關）用途，13個位於娛樂場及酒店綜合體的核酸檢測站恢復為自費核酸檢測站（可通關）用途，其餘核酸檢測站分為免費（不可通關）和自費（可通關）通道，開放時間方面大部分恢復8月2日前的開放安排。同時宣佈現時澳門仍處於今輪疫情的穩定期，因此重點人群及離家工作人群核酸檢測要求會維持到8月7日。從8月8日起，如疫情沒有改變將會進入抗疫常態化階段，重點人群及離家工作人群的核酸檢測要求便可以停止。中心補充，於抗疫常態化階段，重點工作人群則根據不同工種的風險定期進行核酸檢測，這項工作會繼續維持。目前，衛生當局正參考國務院聯防聯控機制發佈的《新型冠狀病毒肺炎防控方案（第九版）》的相關建議，並結合本澳的實際情況去評估何種行業屬於重點工作人群、高風險人群，以及訂立核酸檢測的頻率，以達到能夠在社區早期發現感染人群的目的。
8月5日起，再有5個核酸檢測站暫停使用，另外將新增設5個核酸檢測站，包括2個戶外核酸檢測站。
對象
- 重點人群：清潔服務業工作人員、保安服務業工作人員、餐飲服務業工作人員、外賣配送員、公共巴士和的士司機、在外留宿的家務工作人員、地盤工作人員、室內裝修工作人員。8月2日起剔除在外留宿的家務工作人員、地盤工作人員、保安服務業工作人員、餐飲服務業工作人員。
- 離家工作人群：若7月30日進行了全民核酸檢測，8月1日當天亦須進行1次核檢；若7月31日已進行了全民核酸檢測，則8月1日當天不用進行核檢。8月2日起改為3天一檢。

預約系統
預約系統於7月31日晚上11時開通，檢測結果不可用作通關用途。自費核檢站（必須預約），可提供紙本檢測證明，核檢結果可上健康碼並用作通關，且可視為重點人群/離家工作人群核檢結果。
進入特定場所核檢要求
若進入下列場所，須要求顧客/服務使用者提供採樣日起計3日內（即接受服務當日或過去2天內採樣）的核酸檢測採樣證明或陰性結果證明。舉例：8月1日採樣，不論哪一日出結果，都可以在8月1、2和3日內進入相關場所：
- 餐廳、飲食場所、飲料場所或其他向在場顧客/服務使用者提供餐飲的場所；
- 電影院、劇院、室內遊樂場、遊戲機及電子遊戲室、網吧、桌球室、保齡球場、蒸氣浴室、按摩院、美容院、健身院、健康俱樂部、“卡拉OK”場所、酒吧、夜總會、的士高、舞廳、歌舞廳及向公眾開放的泳池；
- 補習社、培訓中心、訓練中心及室內體育場所等需要長時間面對面授課、培訓或逗留的機構；
- 托兒所、長者或康復日間中心等服務使用者會長時間逗留的社會服務設施（由社會工作局具體訂定）。

快速抗原檢測要求
所有在澳人士於8月1日仍須完成1次自我快速抗原檢測及申報，否則健康碼於翌日零時轉黃碼，須於當天補回快測及申報，才可轉回綠碼；若連續兩天不做抗原檢測會轉為紅碼，需要進行核檢並呈陰性才可轉回綠碼。居民8月2日起不須每天進行快速抗原檢測，前往核酸檢測站進行核酸採樣前亦不須進行快速抗原檢測。請妥善保存尚餘的政府派發抗原檢測包，待有需要時按要求使用。
開放時間
8月1日至2日核檢站開放安排：
- 51個一般站開放時間為上午8時至晚上10時；其中，金沙娛樂場、新葡京酒店、澳門美高梅、永利澳門、星際酒店、澳門國際機場、威尼斯人大運河街、永利皇宮、美獅美高梅、新濠影匯及百老匯酒店的核檢站的開放時間為上午10時至下午1時，下午2時至晚上8時；另外，祐漢街市公園、祐漢街市公園（紅碼專道）、阿婆井休憩區、白鴿巢前地、二龍喉公園、筷子基北灣休憩區、台山平民新村休憩區、黑沙環三角花園及東方明珠街休憩區核檢站的開放時間為上午7時至11時，下午4時至晚上10時；
- 3個關愛站的開放時間為上午8時至晚上10時；關愛站供關愛對象使用，將設置部份預約額給一般應檢人群使用；
- 2輛流動核酸採樣車的開放時間為上午8時至晚上10時。

- - A類：關愛核酸檢測站 (每輪全民核檢翌日凌晨1時至上午6時關閉)

1. 街坊會聯合總會社區服務大樓 

5. 澳門坊眾學校 

7. 石排灣公立學校
- - B類：一般核酸檢測站

2. 青洲坊活動中心 

4. 工人體育場一樓 

5. 鏡平學校（中學部）

6. 中葡職業技術學校體育館 

7. 聖公會（澳門）蔡高中學 

8. 鮑思高粵華小學 

9. 望廈體育中心一樓 

10. 廣大中學 

14. 培正中學 

15. 塔石體育館A館 

16. 澳門理工大學懷遠樓展覽廳 

17. 澳門文化中心 

18. 利瑪竇中學 

19. 聖若瑟教區中學第二校 

21. 奧林匹克體育中心室內體育館 
 
23. 北安客運碼頭 

24. 教青局親職教育中心 (湖畔) 

27. 澳門大學 

29. 鏡湖醫院禮堂 

30. 南粵青茂口岸 

31. 科大體育館 

32. 綜藝館

33. 澳門浸信中學 

40. 海事工房1號及2號 

43. 凱泉灣總站 （流動核酸採樣車） 

44. 路環中葡學校 （流動核酸採樣車） 

50. 南粵廣慈醫療中心 

51. 金沙娛樂場 *

52. 新葡京酒店 *

53. 澳門美高梅 *

54. 永利澳門 *

55. 星際酒店 *

56. 澳門國際機場 *

57. 威尼斯人大運河街 *

58. 永利皇宮 *

59. 美獅美高梅 *

60. 新濠影匯 *

61. 百老匯酒店 *

62. 祐漢街市公園 & 

63. 祐漢街市公園（紅碼專道）& 

64. 亞婆井前地 & 

65. 白鴿巢公園 & 

66. 二龍喉公園 & 

67. 筷子基北灣休憩區 & 

68. 台山平民新村休憩區 & 

69. 黑沙環三角花園 & 

70. 東方明珠街休憩區 & 

71. 望廈山房 

72. 舊法院大樓 

73. 澳門醫務界聯合總會綜合診所 

74. 信步閑庭巴士總站 

(* 開放時間為上午10時至下午1時，下午2時至晚上8時)
(& 戶外核酸檢測站，8月1日早上7時至11時，下午4時至晚上10時，共兩個時段)
- - C類：自費核酸檢測站

1. 國檢 (澳門) 醫務中心 

2. 南粵工聯（工人體育場地面層）

8月3日核檢站開放安排：
- 50個一般站開放時間為上午8時至晚上10時；其中，金沙娛樂場、新葡京酒店、澳門美高梅、永利澳門、星際酒店、澳門國際機場、威尼斯人大運河街、永利皇宮、美獅美高梅、新濠影匯及百老匯酒店的核檢站的開放時間為上午10時至下午1時，下午2時至晚上8時；另外，戶外核檢站的開放時間為上午7時至11時，下午4時至晚上10時；

- 為配合珠澳口岸入境珠海寬關措施，應變協調中心在當天中午宣佈調整各核檢站開放時間，24個一般站開放時間延長至午夜12時；17個戶外核檢站開放時間調整為上午7時至午夜12時（中午不休息）；10個位於酒店的核檢站由上午10時至1時，下午2時至晚上12時。
- 2輛流動核酸採樣車、澳門國際機場核檢站和2個自費核酸檢測站的開放時間維持不變。

- - B類：一般核酸檢測站

2. 青洲坊活動中心 

4. 工人體育場一樓 

6. 中葡職業技術學校體育館 

9. 望廈體育中心一樓 

15. 塔石體育館A館 

17. 澳門文化中心 

21. 奧林匹克體育中心室內體育館 
 
23. 北安客運碼頭 

24. 教青局親職教育中心 (湖畔) 

27. 澳門大學 

29. 鏡湖醫院禮堂 

30. 南粵青茂口岸 

31. 科大體育館 

32. 綜藝館

40. 海事工房1號及2號 

43. 凱泉灣總站 （流動核酸採樣車） 

44. 路環中葡學校 （流動核酸採樣車） 

50. 南粵廣慈醫療中心 

51. 金沙娛樂場 *

52. 新葡京酒店 *

53. 澳門美高梅 *

54. 永利澳門 *

55. 星際酒店 *

56. 澳門國際機場 *

57. 威尼斯人大運河街 *

58. 永利皇宮 *

59. 美獅美高梅 *

60. 新濠影匯 *

61. 百老匯酒店 *

62. 祐漢街市公園 & 

63. 祐漢街市公園（紅碼專道）& 

64. 亞婆井前地 & 

65. 白鴿巢公園 & 

66. 二龍喉公園 & 

67. 筷子基北灣休憩區 & 

68. 台山平民新村休憩區 & 

69. 黑沙環三角花園 & 

70. 東方明珠街休憩區 & 

71. 望廈山房 

72. 舊法院大樓 

73. 澳門醫務界聯合總會綜合診所 

74. 信步閑庭巴士總站 

75. 黑沙環公園（近黑沙環衛生中心） & 

76. 祐漢新村第四街休憩區 & 

77. 花地瑪教會街休憩區 & 

78. 勞動節巷 & 

79. 何賢公園（中華民族雕塑園） & 

80. 康公廟休憩區 & 

81. 南灣湖白帳篷 & 

82. 黑沙環公園（近摩托車檢驗中心） & 

83. 塔石藝文館 

84. 黑沙環青年活動中心 

85. 石排灣臨時衛生站 

(* 開放時間為上午10時至下午1時，下午2時至午夜12時)
(& 戶外核酸檢測站，8月1日早上7時至午夜12時，中午不休息)
- - C類：自費核酸檢測站

1. 國檢 (澳門) 醫務中心 

2. 南粵工聯（工人體育場地面層）

8月4日核檢站開放安排：
- 7個一般站，青洲坊活動中心、中葡職業技術學校體育館、塔石體育館A館、奧林匹克體育中心室內體育館、教青局親職教育中心（湖畔）、澳門文化中心、海事工房1號及2號，開放時間為上午8時至晚上10時，不設通關上碼。
- 30個一般站同時提供通關上碼服務，開放時間為上午8時至晚上10時。
- 13個一般站恢復為自費站，包括金沙娛樂場、新葡京酒店、澳門美高梅、永利澳門、星際酒店、澳門國際機場、威尼斯人大運河街、永利皇宮、美獅美高梅、新濠影匯及百老匯酒店的核檢站的開放時間為上午10時至下午1時，下午2時至晚上8時；另外，戶外核檢站的開放時間為上午7時至11時，下午4時至晚上10時，並提供自費通道供市民上碼通關。

- - B類：一般核酸檢測站

2. 青洲坊活動中心 !

4. 工人體育場一樓 

6. 中葡職業技術學校體育館 !

9. 望廈體育中心一樓 

15. 塔石體育館A館 !

17. 澳門文化中心 !

21. 奧林匹克體育中心室內體育館 %
 
23. 北安客運碼頭 

24. 教青局親職教育中心 (湖畔) !

27. 澳門大學 

29. 鏡湖醫院禮堂 

30. 南粵青茂口岸 

31. 科大體育館 

32. 綜藝館

40. 海事工房1號及2號 ! 

43. 凱泉灣總站 （流動核酸採樣車） 

44. 路環中葡學校 （流動核酸採樣車） 

50. 南粵廣慈醫療中心 

62. 祐漢街市公園 & 

63. 祐漢街市公園（紅碼專道）& 

64. 亞婆井前地 & 

65. 白鴿巢公園 & 

66. 二龍喉公園 & 

67. 筷子基北灣休憩區 & 

68. 台山平民新村休憩區 & 

69. 黑沙環三角花園 & 

70. 東方明珠街休憩區 & 

71. 望廈山房 

72. 舊法院大樓 

73. 澳門醫務界聯合總會綜合診所 （南岸花園）

74. 信步閑庭巴士總站 

75. 黑沙環公園（近黑沙環衛生中心） & 

76. 祐漢新村第四街休憩區 & 

77. 花地瑪教會街休憩區 & 

78. 勞動節巷 & 

79. 何賢公園（中華民族雕塑園） & 

80. 康公廟休憩區 & 

81. 南灣湖白帳篷 & 

82. 黑沙環公園（近摩托車檢驗中心） & 

83. 塔石藝文館 

84. 黑沙環青年活動中心 

85. 石排灣臨時衛生站 

(! 不提供自費上碼通關服務)
(& 戶外核酸檢測站，開放時間為上午7時至11時；下午4時至晚上10時；提供自費上碼通關服務)
- - C類：自費核酸檢測站

1. 國檢 (澳門) 醫務中心 

2. 南粵工聯（工人體育場地面層）

3. 金沙娛樂場 *

4. 新葡京酒店 *

5. 澳門美高梅 *

6. 永利澳門 *

7. 星際酒店 *

8. 澳門國際機場 *

9. 威尼斯人大運河街 *

10. 永利皇宮 *

11. 美獅美高梅 *

12. 新濠影匯 *

13. 百老匯酒店 *

(* 開放時間為上午10時至下午1時，下午2時至晚上8時)

8月5日核檢站開放安排：
- 2個一般站，塔石體育館A館、海事工房1號及2號，開放時間為上午8時至晚上10時（8月7日延長至午夜12時），不設通關上碼。
- 35個一般站同時提供通關上碼服務，開放時間為上午8時至晚上10時（8月7日延長至午夜12時）。
- 13個一般站恢復為自費站，包括金沙娛樂場、新葡京酒店、澳門美高梅、永利澳門、星際酒店、澳門國際機場、威尼斯人大運河街、永利皇宮、美獅美高梅、新濠影匯及百老匯酒店的核檢站的開放時間為上午10時至下午1時，下午2時至晚上8時；另外，戶外核檢站的開放時間為上午7時至11時，下午4時至晚上10時（8月7日延長至午夜12時），並提供自費通道供市民上碼通關。

- - B類：一般核酸檢測站

4. 工人體育場一樓 

9. 望廈體育中心一樓 

15. 塔石體育館A館 !

23. 北安客運碼頭 

27. 澳門大學 

29. 鏡湖醫院禮堂 

30. 南粵青茂口岸 

31. 科大體育館 

32. 綜藝館

40. 海事工房1號及2號 ! 

43. 凱泉灣總站 （流動核酸採樣車） 

44. 路環中葡學校 （流動核酸採樣車） 

45. 河邊新街（流動核酸採樣車）

50. 南粵廣慈醫療中心 

62. 祐漢街市公園 & 

63. 祐漢街市公園（紅碼專道）& 

64. 亞婆井前地 & 

65. 白鴿巢公園 & 

66. 二龍喉公園 & 

67. 筷子基北灣休憩區 & 

68. 台山平民新村休憩區 & 

69. 黑沙環三角花園 & 

70. 東方明珠街休憩區 & 

71. 望廈山房 

72. 舊法院大樓 

73. 澳門醫務界聯合總會綜合診所 （南岸花園）

74. 信步閑庭巴士總站 

75. 黑沙環公園（近黑沙環衛生中心） & 

76. 祐漢新村第四街休憩區 & 

77. 花地瑪教會街休憩區 & 

78. 勞動節巷 & 

79. 何賢公園（中華民族雕塑園） & 

80. 康公廟休憩區 & 

81. 南灣湖白帳篷 & 

82. 黑沙環公園（近摩托車檢驗中心） & 

83. 塔石藝文館 

84. 黑沙環青年活動中心 

85. 石排灣臨時衛生站 

86. 司打口公民教育資料廊 

87. 氹仔東北體育中心 

88. 醫總青洲坊 

89. 運動場圓形地 & 

90. 三家村 & 

92. 布拉干薩街濠景花園核檢站 

(! 不提供自費上碼通關服務，8月8日起停止運作)
(& 戶外核酸檢測站，開放時間為上午7時至11時；下午4時至晚上10時（8月7日至9日延長至午夜12時）；提供自費上碼通關服務，如發出三號或以上風球將暫停開放)
- - C類：自費核酸檢測站

1. 國檢 (澳門) 醫務中心 

2. 南粵工聯（工人體育場地面層）

3. 金沙娛樂場 *

4. 新葡京酒店 *

5. 澳門美高梅 *

6. 永利澳門 *

7. 星際酒店 *

8. 澳門國際機場 *

9. 威尼斯人大運河街 *

10. 永利皇宮 *

11. 美獅美高梅 *

12. 新濠影匯 *

13. 百老匯酒店 *

14. 上葡京 *

(* 開放時間為上午10時至下午1時，下午2時至晚上8時)

## 重點區域核酸檢測計劃

### 2022年6月22日

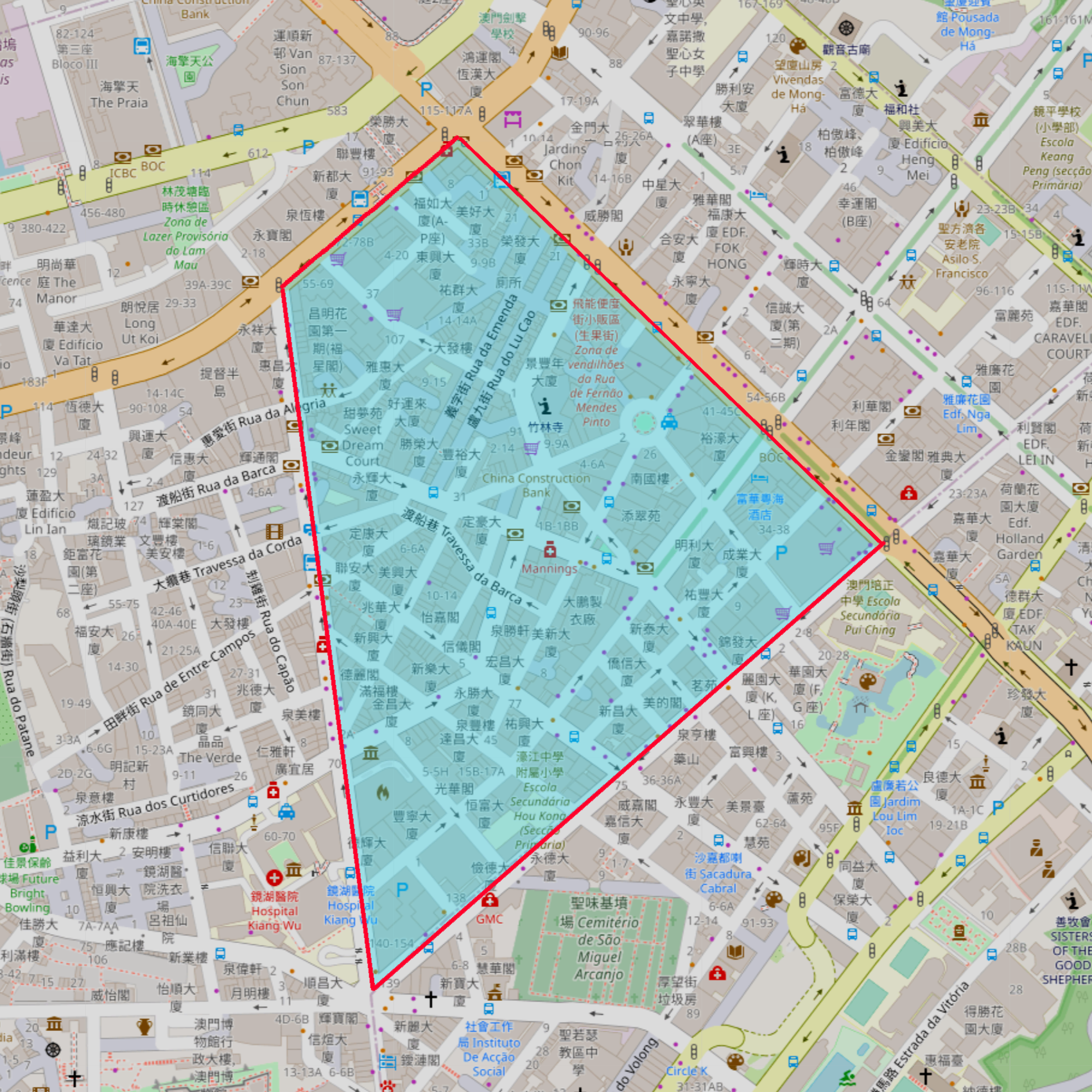
2022年6月22日重點區域核酸檢測計劃範圍

2022年6月21日，新型冠狀病毒感染應變協調中心公佈，為應對澳門6月18日至今出現的疫情，在全民核酸檢測基礎上，宣佈針對重點區域及重點人群，進一步開展一次核酸檢測，以排除可能潛伏於本澳社區的陽性感染者。
重點區域檢測對象包括：在高士德大馬路、賈伯樂提督街、鏡湖馬路、罅些喇提督大馬路圍封成的區域居住、工作或活動之人士，須於6月22日上午9時至晚上9時期間進行核酸檢測。
2022年6月22日，新型冠狀病毒感染應變協調中心補充，6月16日或之後曾到其列出的上述地點逗留總時間超過1小時的人士，須參與本次重點區域核酸檢測計劃。

#### 2022年6月22日重點區域核酸檢測計劃檢測站
- A類：關愛核酸檢測站

| 1. 塔石體育館B館 |

- B類：一般核酸檢測站

| 1. 澳門培正中學 2. 婦聯綜合服務大樓 3. 工人體育場一樓 4. 鏡湖醫院禮堂 5. 塔石體育館A館 |

#### 2022年6月22日重點人群及重點區域核酸檢測成效
| 截至日期      | 時間    | 重點區域已採樣人數 | 重點人群已採樣人數 | 累計已採樣人次 | 陰性檢測結果人數 | 10混1樣本初步陽性累計數目 | 相關資料 |
| ------------- | ------- | ------------------ | ------------------ | -------------- | ---------------- | ------------------------- | -------- |
| 2022年6月22日 | 下午4時 | 21,663人次         | 2,099人次          | 23,523人次     | 2,099人次        | /                         | [ 28 ]   |
| 2022年6月23日 | 凌晨0時 | 43,591人次         | 43,591人次         | 43,591人次     | 43,576人次       | 15                        | [ 29 ]   |

#### 10混1樣本陽性通報 (2022年6月22日)
| 檢測站名稱        | 時間                              | 相關資料 |
| ----------------- | --------------------------------- | -------- |
| 綜藝館            | 09:31、10:37                      | [ 30 ]   |
| 工人體育場A館一樓 | 10:01、10:39                      | [ 30 ]   |
| 鏡湖醫院禮堂      | 11:56、13:23、14:19、19:47、19:49 | [ 30 ]   |
| 青茂口岸          | 12:48                             | [ 30 ]   |
| 澳門培正中學      | 13:41、13:42、14:53               | [ 30 ]   |
| 塔石體育館A館     | 13:58                             | [ 30 ]   |
| 新葡京酒店        | 16:31                             | [ 30 ]   |

### 2022年6月25日
2022年6月24日，應變協調中心公布，為應對本澳6月18日至今出現的疫情，在全民核酸檢測基礎上，針對重點區域進一步開展一次核酸檢測，以排除可能潛伏於本澳社區的感染患者。
重點區域檢測對象包括：白鴿巢公園、盧九公園、義字街各鋪位、祐漢新村第一街至第八街各鋪位工作人員、慕拉士大馬路富大工業大廈工作人員、友誼大馬路新建業商業中心工作人員和其他曾在6月18日之後在上址逗留超過半小時的人員。5個檢測地點開放時間為當天中午12時至晚上9時。預約系統於當天上午9時開通，在出門前須進行一次自我抗原檢測並透過澳門健康碼申報檢測結果，檢測結果為陰性方可到核檢站進行核酸檢測；檢測結果為陽性者須安排到社區治療中心檢疫站進行核酸檢測。此外，任何人士如快速抗原檢測結果為陽性，當事人及其同住人都不能外出，當局將會統一安排進行核酸檢測。

#### 2022年6月25日重點區域核酸檢測計劃檢測站
- B類：一般核酸檢測站

| 1. 中葡職業技術學校體育館 2. 健康生活教育園地 3. 綜藝館 4. 鏡湖醫院禮堂 5. 南粵青茂口岸 |

#### 2022年6月25日重點區域核酸檢測成效
| 截至日期 | 時間   | 累計已採樣人次 | 10混1樣本初步陽性累計數目 | 相關資料 |
| -------- | ------ | -------------- | ------------------------- | -------- |
| 總結果   | 總結果 | 26,281人次     | 9個                       | [ 32 ]   |

#### 10混1樣本陽性通報 (2022年6月25日)
| 檢測站名稱                   | 時間                      | 相關資料 |
| ---------------------------- | ------------------------- | -------- |
| 南粵工聯（工人體育場地面層） | 10:50、10:55              | [ 32 ]   |
| 綜藝館                       | 9:44、11:00、12:21、12:57 | [ 32 ]   |
| 北安客運碼頭                 | 10:03                     | [ 32 ]   |
| 鏡湖醫院禮堂                 | 10:46、14:16              | [ 32 ]   |

### 2022年7月22日至24日重點人群每日一檢安排
應變協調中心宣佈，經分析本澳近日多個社區發現的個案，集中在三巴仔至下環街一帶，以及白鴿巢公園至新橋區一帶，為及早發現該群體的感染者，並及早治療，將這些區域列為重點區域，在重點區域居住、工作的人士，以及其他曾於7月18日及之後在上述區域逗留超過半小時的人員，由7月22日開始每天進行核酸檢測，連續三天，即7月22至24日進行。
當局補充，考慮到感染風險較高，上述重點區域內人員均需參與，包括36個月或以下嬰幼兒，以及不良於行且需人照顧的長者或殘疾人士，他們不獲豁免接受是次核酸檢測。如沒有按規定做核檢者，健康碼於翌日轉為黃碼，補做後轉為綠碼，否則於第二天轉為紅碼（即連續兩天不做核檢會轉為紅碼)。其他人士如想接受檢測，歡迎預約核酸檢測。
應變協調中心宣佈相關重點區域人員須於7月22日（星期五）早上8時至7月24日（星期日）晚上10時，每天進行一次核酸檢測，而當天已參與全民核檢、重點人群/工作人群核檢者，則無毋重複進行核檢。檢測對象包括：
1. 三巴仔-下環街一帶：在河邊新街、柯邦迪前地/司打口、群興新街、紅窗門街、天通街、東方斜巷、崗頂前地、戲院斜巷、龍嵩正街、風順堂街、高樓街、大樓斜巷、太和巷、三巴仔斜巷、下環街、小販巷 / 下環小市圍成的區域居住、工作或活動之人士；
2. 白鴿巢公園-新橋區一帶：白鴿巢公園外圍、石街、渡船街、鏡湖馬路、連勝街、同安街、新勝街圍封成的區域居住、工作或活動之人士；
3. 其他曾在7月18日及之後在上述區域逗留超過半小時的人員。

另外，考慮到相關區域風險較高，2019年7月1日之後出生的嬰幼兒，及不良於行且需人照顧的長者或殘疾人士不獲豁免。中心會向在重點區域居住的人士發出短訊提醒進行預約檢測，如沒有按規定做核酸者，健康碼於翌日轉為黃碼。在出門前須進行一次自我抗原檢測並透過澳門健康碼申報檢測結果，檢測結果為陰性方可到核檢站進行核酸檢測，又提醒為免因於澳門健康碼內申報或選用的地址未有及時更新或輸入錯誤而被列入封控或防範區，導致澳門健康碼轉為紅或黃碼，應變協調中心呼籲居民儘快檢視澳門健康碼內“在澳常居地點”資料。如申報地址不正確或不確定選用存於身份證明局的住址是否已更新，請立即於澳門健康碼內重新填報。

### 2022年7月24日至26日期間關閘-祐漢街市重點人群每日一檢安排
應變協調中心表示，由於7月22日新增的社會面個案主要在關閘－祐漢街市一帶活動，為及早發現該群體的感染者，以便及早治療，故將上述區域列為重點區域。在重點區域居住、工作的人士，以及其他曾在7月20日或之後在上述區域逗留逾半小時的人員，由7月24日開始須每天進行核酸檢測，連續3天，即由7月24日至26日。考慮到區內人士感染風險較高，所以上述重點區域內所有人員均需參與，36個月或以下嬰幼兒，以及不良於行且需人照顧的長者或殘疾人士都不獲豁免。應變協調中心會向在重點區域居住的人士發出短訊通知，如沒有按規定作核檢者，其健康碼於翌日轉為黃碼，補做後轉為綠碼，否則於第2天轉為紅碼（即連續2天不作核檢會被轉為紅碼）。因應重點區域和工作人群核檢安排在明（24）日和26日有所重疊，故此，包括澳門坊眾學校、工人體育館A館一樓、鏡平學校（中學部）、中葡職業技術學校體育館、聖公會（澳門）蔡高中學、望廈體育中心一樓，以及澳門浸信中學，合共7個核檢站的開放時間將調整為8時至24時，較平時延長2個小時。
7月23日晚上，協調中心公佈相關安排；此外，黃碼人士及當天已參與重點人群/離家工作人群核檢者，其核酸結果亦計算在衛生部門要求的核檢次數內，不用重複進行核檢。而相關重點區域包括：關閘-祐漢街市一帶：在亞馬喇土腰 / 關閘馬路、菜園路、馬場大馬路、永樂街、馬場海邊馬路、黑沙環馬路圍封成的區域居住、工作或活動之人士；以及其他曾在7月20日及之後在上述區域逗留超過半小時的人員。另外，考慮到相關區域風險較高，2019年7月1日之後出生的嬰幼兒，及不良於行且需人照顧的長者或殘疾人士不獲豁免。

### 2022年7月26或27日黑沙環一帶重點人群一次性檢測安排
7月25日防疫記者會上，衛生局傳染病防控處處長梁亦好表示黑沙環公園一帶，以及馬場海邊馬路-慕拉士大馬路一帶將列重點區域，在上述兩個重點區域居住、工作的人士，以及其他曾於7月22日或之後在上述區域逗留超過半小時的人員，在7月26或27日任一天內進行一次核酸檢測。考慮到感染風險較高，上述重點區域內所有人員均需參與核檢，2019年7月1日之後出生的嬰幼兒，以及不良於行且需人照顧的長者或殘疾人士均不獲豁免。應變協調中心會向在重點區域居住的人士發出短訊，如沒有按規定進行核檢者，其健康碼會於28日被轉為黃碼，補做後轉為綠碼，否則於29日轉為紅碼。相關區域初步估計涉及 3萬多人。

### 2022年7月28或29日
7月29日防疫記者會上，衛生局傳染病防控處處長梁亦好表示，新增兩個重點區域，包括：高利亞海軍上將大馬路至東北大馬路一帶、東北大馬路至漁翁街一帶，在上述重點區域居住、工作，以及其他曾在7月24日及之後在上述區域逗留超過半小時的人士，須在7月28日或29日任一天內進行一次核酸檢測。梁亦好又稱，考慮到感染風險較高，上述重點區域內所有人員均需參與，2019年7月1日之後出生的嬰幼兒，以及不良於行且需人照顧的長者或殘疾人士都不獲豁免。應變協調中心會向在重點區域居住的人士發出短訊，如沒有按規定做核酸者，健康碼於7月30日轉為黃碼，補做後轉為綠碼，否則於7月31日轉為紅碼。此外，黃碼人士及當天已參與重點人群/離家工作人群核檢者，其核酸結果亦計算在衛生部門要求的核檢次數內，不用重複進行核檢。
重點區域檢測對象包括：
- 高利亞海軍上將大馬路-東北大馬路一帶：高利亞海軍上將大馬路、黑沙環新街、東北大馬路、慕拉士大馬路圍封成的區域居住、工作的人員；
- 東北大馬路-漁翁街一帶：東北大馬路、黑沙環新街、馬揸度博士大馬路、漁翁街、慕拉士大馬路圍封成的區域居住、工作的人員；
- 其他曾在7月24日及之後在上述區域逗留超過半小時的人員。

## 重點人群核酸檢測計劃

### 2022年6月22日重點人群檢測計劃
2022年6月21日，新型冠狀病毒感染應變協調中心公佈，為應對澳門6月18日至今出現的疫情，在全民核酸檢測基礎上，針對重點區域及重點人群，進一步開展一次核酸檢測，以排除可能潛伏於本澳社區的陽性感染者。
重點人群檢測人士包括：本澳持緬甸籍護照在澳門工作或生活的人士，全民核檢期間與陽性個案共軌人士，須於6月22日進行核酸檢測。

### 2022年7月3日重點人群檢測計劃
2022年7月3日，應變協調中心宣佈，在澳門從事保安服務業（一般指為商業企業提供保安服務） 、清潔服務業、物業管理業（一般是為屋苑住宅提供管理及清潔服務）的人士，7月3日必須進行一次核酸檢測。
本次核酸檢測計劃將會開設21個站點供上述各類人士預約，當中分別設置澳門美高梅大宴會廳及威尼斯人展覽館A、B、C館，主要供博企保安及清潔人員預約，以及設置中葡職業技術學校體育館、勞校中學附屬幼稚園及奧林匹克體育中心室內體育館，主要供供非博企保安及清潔人員預約。
本次計劃亦會延長工人體育館、青茂口岸、綜藝館和北安客運碼頭檢測站的開放時間，作為專為兩類人士和其他重點人群採樣的核檢站，時間為上午10時至晚上12時。所有人士實行嚴格預約，按時到達，勿過早到場造成人流聚集。

### 保安、清潔、物業管理業三類人群高頻次檢測計劃
2022年7月6日起，應變協調中心表示，保安服務業、清潔服務業及物業管理業是社會運作必需的工作，接觸面廣，根據最新的數據分析，這三類人員的感染風險較高，為保障相關行業工作人員以及廣大居民的安全，必須加強檢測。為此，保安服務業、清潔服務業及物業管理業三類人員須在7月6日至9日期間每日接受一次核酸檢測，兩次檢測之間必須相隔至少12小時。其核酸結果亦計算在全民核檢計劃內，無須重複進行檢測。
為便利上述三類重點人群進行核酸檢測，全民核檢的部份站點將提前至早上7時開放，可透過由所屬僱主提供之連結進行預約；如沒有收到僱主通知的上述三類人士，仍可透過全民核酸預約系統預約。站時須出示預約截圖和準時到站，否則將被勸回。
應變協調中心呼籲僱主酌情允許員工於工作時間前往檢測，且不要求作為上班必要條件，員工亦不用急於上班前進行採樣，相關部門正與有關行業機構溝通，協調檢測安排；為便利上述三類重點人群進行檢測，部份站點會延長開放時間，有關預約及詳細安排將在稍後公佈。
2022年7月24日，應變協調中心宣佈由7月25日起不再列入重點人群，無須繼續執行｢每日一檢｣，但如果相關人士屬於外出工作人群，則仍須｢兩日一檢｣，由監管實體、機構及僱主監督執行。

### 巴士和的士司機等3類工種人士每日一檢
7月10日，衛生局局長羅奕龍表示，自7月11日零時至18日零時暫停所有非必要的工商業公司和場所運作，但居民生活所需的餐飲服務及公共交通仍然需要運作。為保障餐飲服務業人員、餐飲外賣配送員、公共巴士和的士司機，以及廣大居民的安全，在此期間需上班的餐飲服務業人員、餐飲外賣配送員、公共巴士和的士司機列為重點人群，必須每日接受一次核酸檢測。其核酸結果亦計算在全民核檢計劃內，無須重複進行檢測。另外，原來的3類重點人群，包括清潔服務、保安服務和物業管理行業的從業人員在此期間，亦必須每日接受一次核酸檢測。
羅奕龍又呼籲，僱主允許員工於工作時間前往核檢站採樣，且核酸檢測結果不要求作為上班必要條件，員工亦不用急於上班前進行採樣，相關部門正與有關行業機構溝通，協調檢測安排。

### 金沙中國旗下酒店內上班員工每日一檢
7月12日，衛生局和旅遊局代表在疫情記者會上回答記者提問中證實三名任職威尼斯人內帝皇點心員工感染2019冠狀病毒病，由於他們之前居於酒店內的宿舍，與其他員工有較多接觸，所以當局已管控了帝皇點心的所有人員及曾與3名確診者接觸的所有人士，帝皇點心亦已暫時關閉。威尼斯人酒店也因應衛生局和旅遊局的建議，加強防範性防疫措施，尤其減少員工之間的接觸。
旅遊局已經向金沙集團發函，通知其旗下在路氹城的酒店業場所需立即執行相關防疫措施。包括在上述酒店內上班的員工每天接受一次新冠病毒核酸檢測、通知正在酒店住宿的工作人員非必要不進入社區、嚴格按照指引執行防疫措施，對有酒店房間的員工安排在房間內單獨用餐。

### 在外留宿家務工作者每日一檢
由7月16日起，應變協調中心將在外留宿的家傭列入重點人群，須每日快測和核檢。衛生局傳染病防控處處長梁亦好於7月15日防疫記者會上表示，若家傭在7月11日起已在僱主家中留宿，不屬重點人群，而其他在外留宿的家傭就要按要求7月15日起每日快測和核檢。梁亦好稱，當局沒有在外留宿家傭的名單，但強調措施是保障僱主，因此由僱主落實執行，確保家人安全。 應變協調中心於同日晚上發出新聞稿，表示考慮到家務工作人士在外留宿時常會和不同工種人士一起租住單位，居住環境較擠迫，一旦受感染，容易傳染給宿舍內的其他人士。而家務工作人士受感染後，也可能會把病毒傳給僱主及其家人，包括幼童或長者等免疫力較低人士，引起的後果較嚴重。因此由7月16日起，在外留宿的家務工作人士納入重點人群，除每天進行快速抗原檢測外，亦須每天進行一次核酸檢測，由其僱主負責監督執行。同時呼籲僱主允許家務工作人士可於工作時間前往核檢站採樣，且核酸檢測結果不要求作為上班必要條件，家務工作人士不要急於上班前進行採樣，其核酸結果亦計算在全民核檢計劃內，不必重複進行檢測。

### 7月24日至29日七類重點人群和工作人群核酸檢測安排
7月20日防疫記者會上，衛生局局長羅奕龍介紹7月24至31日核檢安排，7月24日（周日）至29日（周五）一連6日，將開展七類重點人群（包括：從事清潔、保安、物業管理、餐飲、外賣配送、公共交通司機，以及在外留宿的家傭）和工作人群核酸檢測。7月24日至29日重點人群和工作人群核酸檢測的具體安排：七類重點人群須每日一次核檢；工作人群須每兩日一次核檢。為有效分流工作人群和減少站點人群聚集，建議工作人群由7月22日至23日第13輪全民核檢起，分批隔日檢測，即如7月22日（星期五）完成第13輪核檢後，到7月24日（星期日）才再核檢；如7月23日（星期六）完成第13輪核檢後，到7月25日（星期一）才再核檢，如此類推。上述核檢要求不作為上班前檢查的條件，亦鼓勵僱主酌情允許員工於辦公時間內盡快完成核檢以助分流，但僱主或工作單位應搜集和確認員工都有分別進行24小時或48小時內的採樣。

### 菲律賓籍人士每日一檢
7月21日防疫記者會上，應變協調中心根據最新的確診數據分析，菲律賓籍人士感染比例較高，在現時總體的陽性個案中，菲律賓籍人士（未計算菲律賓籍澳門居民）有171例，所佔比例為9.5%，屬於相當高的數字；同時，基於該群體人士的交往十分頻繁，因此希望透過把他們列入重點人群，透過核檢尋找在社區的潛在個案。
為及早發現該群體的感染者，並及早治療，將菲律賓籍人士（包括持有菲律賓護照的澳門居民）加入重點人群，要求由7月22日開始每天進行核酸檢測。應變協調中補充，考慮到感染風險較高，上述菲律賓籍人士均需參與，包括36個月或以下嬰幼兒，以及不良於行且需人照顧的長者或殘疾人士，他們不獲豁免接受是次核酸檢測。中心會向菲律賓籍人士發出短訊，如沒有按規定做核檢者，健康碼於翌日轉為黃碼，補做後轉為綠碼，否則於第二天轉為紅碼（即連續兩天不做核檢會轉為紅碼)。
7月24日防疫記者會上，衛生局傳染病防控處處長梁亦好宣佈，菲律賓籍人員由7月25日起不再列入重點人群，無須繼續執行｢每日一檢｣，但如果相關人士屬於外出工作人群，則仍須｢兩日一檢｣，由監管實體、機構及僱主監督執行。

### 地盤工作人員被列入重點人群
7月23日疫情記者會上，協調中心宣佈因進入“鞏固期”，地盤將陸續復工，為加強對地盤工作人員的監測，地盤工作人員將被列入重點人群，由7月24日開始，要求須每天一次做核酸檢測。現時約有19,000名地盤工作人員。上述核檢要求不作為上班的條件，地盤工作人員不用急於上班前到社區核檢站採樣，相關工作場所會安排地盤工作人員分批到指定採樣車或位置採樣；相關措施由監管實體、機構和僱主負責監督執行。

### 室內裝修人作人員被納入重點人群
7月29日，應變協調中心公佈，根據第137/2022號行政長官批示，樓宇的室內裝修工程於7月30日起，在遵守衛生當局防疫指引要求的前提下可有限度運營。為配合上述批示，加強對室內裝修工作人員的監測，室內裝修工作人員被列入重點人群，須按要求每天進行1次核酸檢測，相關措施由監管實體、機構和僱主負責監督執行。截至7月30日，共有8類重點人群須按要求每天進行1次核酸檢測，包括：清潔服務業工作人員、保安服務業工作人員、餐飲服務業工作人員、外賣配送員、公共巴士和的士司機、在外留宿的家務工作人士、地盤工作人員、室內裝修工作人員。

### “穩定期”內重點人群核檢安排
8月2日起，澳門進入「穩定期」，當局對重點人群對象作出調整，由八類降至四類，其中，保安、餐飲、在外留宿家傭、地盤工不再列入重點人群，但清潔服務業、外賣配送員、公共巴士及的士司機、室內裝修工作人員，仍維持列為重點人群類別，需要「每日一檢」；此外，所有離家工作人群由「兩日一檢」放寬至「三天一檢」。進入不能全程戴口罩或長期逗留場所，需出示至採樣日起計三日內核檢採樣證明或陰性結果證明。

## 黃碼人士核檢安排

### 黃碼人士亦須參與全民核檢
新型冠狀病毒感染應變協調中心於6月27日中午發出提醒，澳門健康碼為黃碼人士亦須參與全民核檢，並可在核檢站採樣；而紅碼人士則需安排到仁伯爵綜合醫院核檢站採樣。應變協調中心強調，當局已就澳門健康碼為黃碼人士的風險程度做出充分評估，相關人士除須按時進行核酸檢測外，還須遵守包括實施離境限制、密切健康監測及自我健康管理等措施，以減少其社區傳播的風險，呼籲市民勿擔心。

### 增設核檢站方便黃碼人士
6月29日午夜，應變協調中心宣佈根據黃碼區地點和人數分佈，並考慮可便利居民步行前往，將於6月29日至7月2日，一連4日上午10時至晚上10時，增設望廈體育館1樓、石排灣公立學校、勞校中學附屬幼稚園、沙梨頭活動中心、培正中學共5個核酸檢測站，並另設2輛流動核酸採樣車，停泊在澳門大學附屬應用學校和火船頭街歧關車停泊位，以便利黃碼區居民檢測。上述人士在出門前須進行一次自我抗原檢測，檢測結果為陰性方可到核檢站進行核酸檢測；若檢測結果為陽性，須儘快召喚救護車，本人及同住人必須留在家中耐心等候當局安排的救護車運送至檢疫地點。
6月29日下午，應變協調中心宣佈對流動核酸採樣車的停泊點作調整，1輛停泊在澳門大學附屬應用學校維持不變，另1輛原來在河邊新街岐關車停泊，為便利市民，即時起改於司打口休憩區停泊。
6月30日晚上，應變協調中心因應天氣變化，對流動核酸採樣車的停泊點作調整，1輛停泊在澳門大學附屬應用學校維持不變，另1輛原在司打口休憩區停泊的，現改於7月1日至7月2日在河邊新街凱泉灣總站停泊。

#### 增加黃碼人士核檢點 (6月29日至7月2日)
| 1. 望廈體育中心1樓 2. 石排灣公立學校 3. 勞校中學附屬幼稚園 4. 沙梨頭活動中心 | 5. 培正中學 6. 澳門大學附屬應用學校 (流動核酸檢測車) 7. 火船頭街岐關車車站 (6月29日上午) →司打口休憩區 (6月29日下午至6月30日全日)→ 凱泉灣總站(7月1日至2日) (流動核酸檢測車) |

### 因應天氣調整黃碼人士核酸檢測安排
6月29日防疫記者會上，教育及青年發展局非高等教育廳廳長張子軒表示，若遇惡劣天氣變化，教青局會與衛生部門緊密溝通作出預案，動態研判情況。
7月2日，因氣象局於7月1日晚上9時30分至7月2日晚上8時30分發出八號風球，應變協調中心宣佈所有黃碼人士專用核檢站和流動採樣車維持暫停服務，並強調黃碼人士在8號風球或惡劣天氣期間無法進行核酸檢測，不會因而導致其健康碼被轉為紅碼，相關寬限期至7月4日。

### 修改黃碼人士核檢日數安排
衛生局傳染病防控處處長梁亦好於7月23日疫情記者會上宣佈，由7月24日起，當局對黃碼區內的人士要求更頻密的核酸檢測，由原來須第1、2、4、7天作核檢，增加至第1、2、3、5、7天作核檢；有關措施也適用於舊的黃碼區人士，衛生局將以短訊方式通知黃碼區人士。

## 完成隔離期曾確診或無症狀人士核檢安排
7月13日疫情記者會上，山頂醫院醫務主任李偉成回應記者關於曾感染人士核檢的問題，他表示目前已康復並完成隔離期的曾確診人士，在完成隔離後須按指定時間前往仁伯爵綜合醫院接受核酸檢測，有關安排是為了方便管理及避免有關人士的核檢樣本，在檢測過程中可能出現的病毒殘餘而呈陽性或弱陽性，影響到一般全民核檢的混管樣本因此出現陽性情況。當局不排除會審視有關安排，將視乎日後已完成隔離期確診者的數量，研判會否開放部份站點供有關人士進行核檢。
7月22日，應變協調中心宣佈，鑑於曾感染人士，在解除隔離後亦會經常出現核酸檢測陽性的情況，但考慮到他們在短期內可能不會感染同株病毒，同時，基於本地感染和外地感染的病毒株不同，新型冠狀病毒感染應變協調中心就曾感染新冠病毒人士的核酸檢測事宜作出說明如下：
- 在本地感染者：在解除隔離日（為第1日）起計60天內無須參加全民核酸檢測、重點地區/重點人群核酸檢測、重點工作人群核酸檢測、工作人群核酸檢測。
- 在外地感染者：在解除隔離日（為第1日）起計30天內無須參加全民核酸檢測、重點地區/重點人群核酸檢測、重點工作人群核酸檢測、工作人群核酸檢測。
- 倘屬工作人群核酸檢測等大規模檢測，須向僱主出示檢測證明時，可用離院證明替代。
- 倘因任何原因有需要檢測時，請到“解除隔離注意事項”內指定的核酸站接受檢測，當中仁伯爵綜合醫院無需預約可自行前往，鏡湖醫院、科大醫院或青茂口岸核檢站可透過專用連結 （页面存档备份，存于）預約，並只能作單樣檢測。

上述措施不影響本次（自6月18日開始）疫情的新冠病毒感染者按要求在解除隔離後於第3、6天接受共2次核酸檢測的規定。

## 全民核酸預約系統連結停用
隨著澳門疫情已進入抗疫常態化階段，8月16日0時起，全民核檢的預約停用，相關人士可以透過排查用的核酸檢測預約進行預約，此連結亦會在澳門健康碼首頁下方顯示，居民可點選連結預約進行免費核酸檢測，但該檢測結果不可用於通關，及不可作為重點工作人群的定期檢測使用。

## 裝置故障事件
2022年6月30日，參與2022年6月27日至28日全民核酸檢測計劃的國檢（澳門）衛生檢測有限公司因機器故障及檢測失誤，導致22管樣本涉及132人，未能檢出正常結果，應變協調中心對該公司出現的失誤深表遺憾，已責成該公司作出全面檢討，提出切實可行的改善措施，防止類似事件再次發生；此外，應變協調中心就本次全民核酸檢測的全部結果延遲公佈，向全澳居民表示抱歉。